# ロリーン
ロリーン（Loreen, スウェーデン語のIPA: [lɔˈreːn]）本名:ローリーン・ズィネブ・ノラ・タルハーウィー（アラビア語: لورين زينب نورا طلحاوي / Lorine Zineb Nora Talhaoui、1983年10月16日 - ）は、スウェーデンの歌手、音楽プロデューサー。ユーロビジョン・ソング・コンテスト2012にスウェーデン代表として参加し、「Euphoria」を歌い、スウェーデンに13年ぶり5度目の優勝をもたらした。また、ユーロビジョン・ソング・コンテスト2023に再参加して「Tattoo」を歌い、ソングライターにも名を連ねて7度目の優勝をもたらした。ユーロビジョンで2回優勝した最初の女性である。

## 来歴

### 出自
ロリーンはスウェーデンのストックホルムで1983年にモロッコ移民の両親のもとに生まれる。幼少期に家族とともにヴェステロースに移住した。ヴェステロースを故郷と呼んでいる。同地で学校に通い、10代のほとんどの日々をヴェステロースの住宅地区Grytaで過ごした。

### 2004年:Idol
ロリーン・タルハーウィーの名でIdol 2004に参加し、これ以降スウェーデンの人々の間で名が知られるようになる。
番組で歌った曲は以下のとおり:
- オーディション: "Love Is On the Way"
- 第1週 (My idol): "If I Ain't Got You（英語版）" by Alicia Keys
- 第2週 (Chart toppers): "Just Like a Pill" by Pink
- 第3週 (Soul): "I Wish（英語版）" by Stevie Wonder
- 第4週 (Swedish hits): "Vill ha dig（英語版）" by Freestyle（英語版） / (Soundtracks): "(I've Had) The Time of My Life（英語版）", by Bill Medley and Jennifer Warnes
- 第5週 (Max Martin): "Stronger" by Britney Spears and (Song from year born – 1983) "Every Breath You Take", The Police
- 第6週 (Cocktail): "Where Do I Begin?" by Andy Williams / Shirley Bassey（英語版） and (Song from year born – 1983): "Thriller", Michael Jackson

最終的に番組では4位となった。その後、2005年にRob'n'Razとの共演によるシングル「The Snake」が発売された。同年、TV400で1年にわたって番組司会を務めた。

### 2005年 - 2011年: 活動休止
表舞台での活動を休止していた間、Värsta pojkvänsakademin（TV3）、Matakuten（TV4）、Frufritt（SVT）といったリアリティ番組にプロデューサーとして参加していた。

### メロディーフェスティバーレン2011

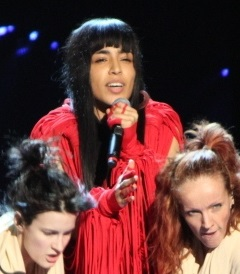
メロディーフェスティバーレン2011にて

ロリーンはメロディーフェスティバーレン2011への参加で再び表舞台に顔を出した。参加曲「My Heart Is Refusing Me」はロリーン自身と、Moh Denebi、Björn Djupströmによる製作であった。ヨーテボリで行われた準決勝で4位となり、セカンド・チャンス・ラウンドに進むものの決勝進出はならなかった。この曲は後に発売されスウェーデン・シングル・チャートで最高9位に達するヒットとなった。この曲は2012年に「Euphoria」で成功を収めた後、再びヒット・チャートに上がり、22位に達した。

### メロディーフェスティバーレン2012、ユーロビジョン・ソング・コンテストとデビュー・アルバム発売

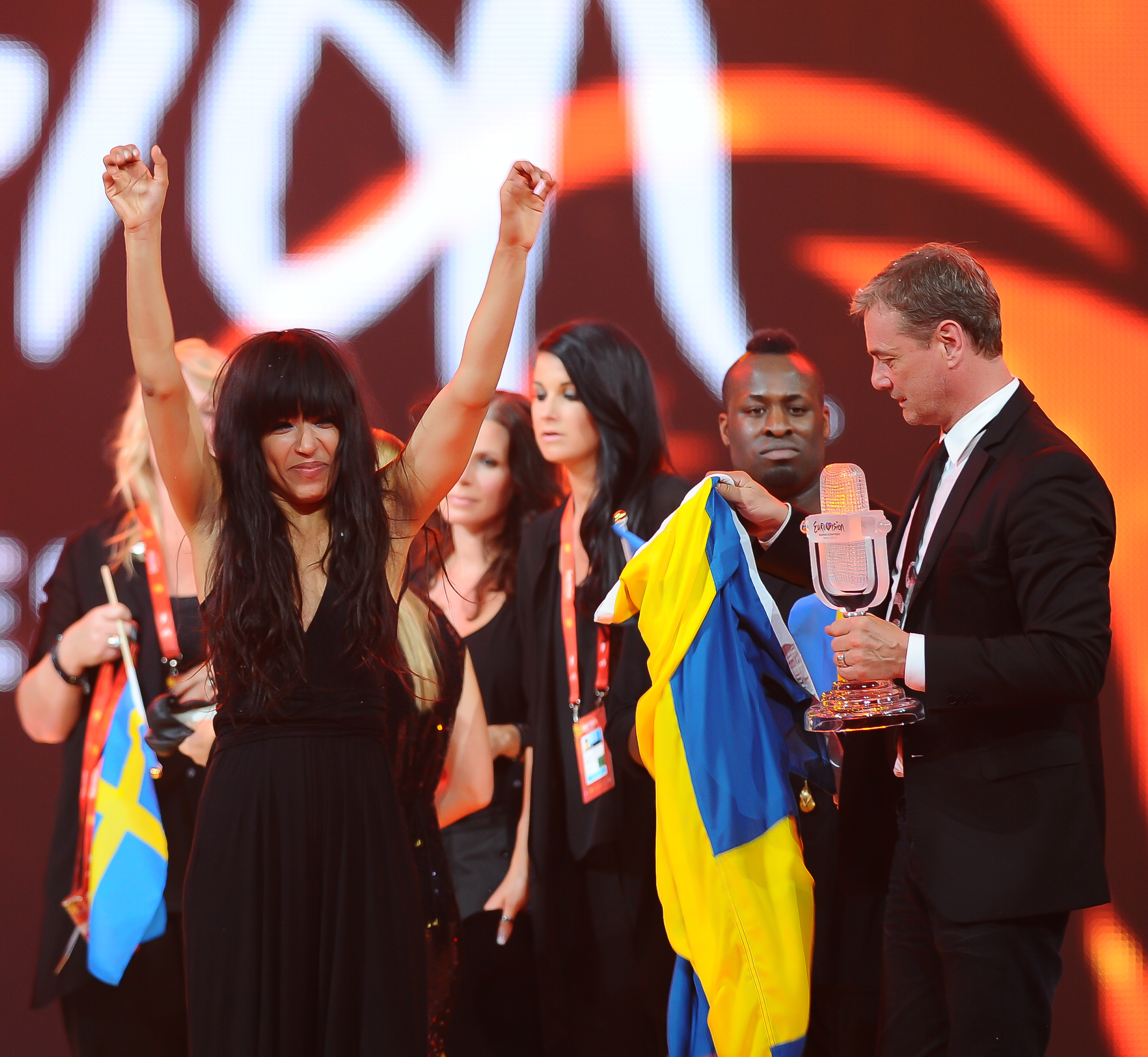
バクーで開催されたユーロビジョン・ソング・コンテスト2012でのロリーンの勝利

メロディーフェスティバーレン2012では、2012年2月4日に行われた準決勝1を突破して決勝に進出した。参加曲「Euphoria」はThomas G:sonとPeter Boströmであった。3月10日の決勝では268得点を得て優勝し、ユーロビジョン・ソング・コンテスト2012のスウェーデン代表となることが決定した。バクーで行われたユーロビジョン・ソング・コンテスト2012の決勝では、参加42か国中、イタリアを除く40か国（自国への投票はできないので、スウェーデンは彼女に投票できない）から得点を得て、合計372点で優勝を果たした。ブックメーカー各社はロリーンの優勝を予想していた。
デビュー・アルバムの発売は2012年9月に予定されている。6月3日、ユーロビジョン参加曲「Euphoria」は全英シングルチャートで3位となり、イギリス以外のユーロビジョン参加曲としては1987年、ジョニー・ローガンの「Hold Me Now」以来の順位となった。
2012年6月21日、スウェーデン・ヨーテボリのMTV World Stageに姿を見せた。

#### 政治問題への対応
ロリーンはユーロビジョン・ソング・コンテスト2012参加アーティストでただ一人、アゼルバイジャンの人権活動家に会った。後に、「アゼルバイジャンでは人権は常に侵害されている。そのことに沈黙すべきではない。」と話した。アゼルバイジャン政府の広報官はこれを非難し、ユーロビジョンのコンテストが「政治化され」てはならないとし、欧州放送連合に対してこのような活動家との接触をしないよう求めた。スウェーデンの外交官はこれについて、欧州放送連合、スウェーデンのテレビ放送局、ならびにロリーンは大会のルールに反することはしていないと応じた。

## シングル・アルバム
| 年   | シングル                                   | アルバム            | 動画                                   |  |
| ---- | ------------------------------------------ | ------------------- | -------------------------------------- |  |
| 2011 | "My Heart Is Refusing Me"                  |                     | My Heart Is Refusing Me                |  |
| 2011 | "Sober"                                    |                     | Sober                                  |  |
| 2012 | "Euphoria"                                 | "Heal"              | Euphoria                               |  |
| 2012 | "Crying Out Your Name"                     | "Heal"              | Crying Out Your Name                   |  |
| 2012 | "My Heart Is Refusing Me" (Album Version)" | "Heal"              | My Heart Is Refusing Me(Album Version) |  |
| 2013 | "We got the Power"                         | "Heal 2013 Edition" | We got the Power                       |  |
| 2015 | "Paperlight (Higher)"                      |                     | "Paperlight"                           |  |
| 2015 | "I'm in it With You"                       |                     | "Paperlight"                           |  |
| 2015 | "Under ytan"                               |                     | "Paperlight"                           |  |